# Puig d'en Clos
El Puig d'en Clos és una muntanya de 199 metres que es troba al municipi de Llers, a la comarca catalana de l'Alt Empordà.